# Festivalul Sziget
Festivalul Sziget este un festival muzical și cultural, ce se desfășoară anual in luna august, la Budapesta pe insula Óbuda. Început ca un festival studențesc, in 1993, a evoluat de la an la an si a devenit ceea ce este astazi:
unul dintre cele mai mari festivaluri din Europa, având peste 350 000 de spectatori și 1000 de artiști în fiecare an. 
 
În maghiară, „sziget”, pronunțat „sighet”, înseamnă „insulă”.

Pe insulă sunt prezente nenumărate scene, dedicate diverselor stiluri muzicale și activităților culturale. Dintre scenele muzicale, cele mai importante sunt: Scena Principală, Scena "World Music", Scena A38-WAN2, Scena Rock, Party Arena.

Pe lângă muzică, se desfășoară și multe alte evenimente culturale sau sportive: cinema, teatru și dans, bungee jumping, faimosul luminarium, etc.